# Sello de Guam

Sello del Territorio de Guam.

El Territorio de Guam no posee escudo de armas oficial. En lugar de ello se utiliza el sello oficial que reproduce la bahía de su capital, Agaña, con una canoa polinesia local y una palmera. Charles Alan Pownall aprobó el sello en 1946. El sello oficial figura en su bandera.
El cocotero, también conocido como el árbol de la vida tiene una posición dominante en el símbolo de Guam. La forma del sello es el de una piedra por una honda, utilizada como un arma para la guerra y la caza. La piedra es extraída del basalto y el coral. El cocotero, que crece en la arena infértil, simboliza el autosostenimiento y la determinación de crecer y sobrevivir en cualquier circunstancia, con sus hojas abiertas al cielo desafía los elementos para doblar su voluntad. Su tronco doblado da fe de un pueblo que ha sido probado por el hambre, los desastres naturales, el genocidio y las guerras extranjeras, pero no han dejado de soportarlo y vivir. El sello también incluye una canoa típica, una embarcación de navegación marítima construida por el pueblo chamorro, rápida y ágil en el agua que requiere una gran habilidad para construir y navegar. El cauce del río, donde el agua dulce se apresta a interaccionar con el océano, simboliza la voluntad de compartir los recursos de la tierra con los demás. La masa de tierra en el fondo demuestra el compromiso de los chamorros a su tierra y el medio ambiente, ya sea marítimo o terrestre.
- Datos: Q331881
- Multimedia: Coats of arms of Guam / Q331881